# Nafar Kheyl
Nafar Kheyl (persiska: نَفَر خِيل) är en ort i Iran.   Den ligger i provinsen Mazandaran, i den norra delen av landet, 130 km nordost om huvudstaden Teheran. Nafar Kheyl ligger 48 meter över havet och antalet invånare är 527.
Terrängen runt Nafar Kheyl är huvudsakligen platt, men söderut är den kuperad. Runt Nafar Kheyl är det ganska tätbefolkat, med 149 invånare per kvadratkilometer. Närmaste större samhälle är Āmol, 8,9 km väster om Nafar Kheyl. Trakten runt Nafar Kheyl består till största delen av jordbruksmark.